# Pachnotka bazyliowata
Pachnotka bazyliowata, p. krzewiasta, p. zwyczajna (Perilla frutescens (L.) Britton) – gatunek roślin z rodziny jasnotowatych, reprezentant monotypowego rodzaju pachnotka Perilla. Współcześnie gatunek rozpowszechniony jest w Azji na obszarze od Himalajów po Japonię, ale pochodzi prawdopodobnie z cienistych siedlisk leśnych u podnóża Himalajów rozciągających się od Pakistanu na wschód. Roślina rozprzestrzeniana jest jako uprawna, popularna zwłaszcza w Azji Wschodniej, Europie południowo-wschodniej i na południu USA. Jako dziczejący gatunek introdukowany występuje m.in. na Ukrainie.
Uprawiana jest jako roślina olejodajna, a także jako ozdobna.

## Morfologia

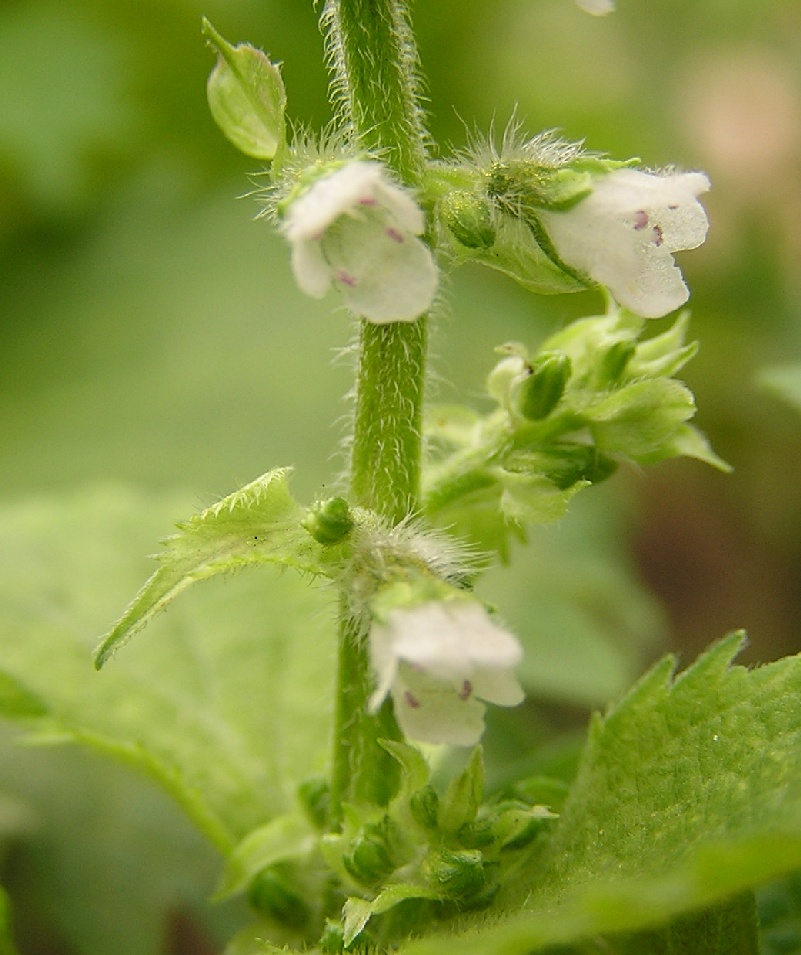
Kwiaty

PokrójAromatyczna roślina jednoroczna osiągająca od 0,3 do 2 m wysokości, zielona do purpurowo nabiegłej (u odmian formy różnie ubarwione), owłosiona w różnym stopniu do szczeciniastej. Silnie rozgałęziona, stąd pokrój krzaczasty.
LiścieNaprzemianległe, pojedyncze, na ogonkach do 5 cm długości. Blaszka szerokojajowata do okrągławej, u nasady zaokrąglona, na szczycie krótko zaostrzona lub tępa, na brzegu gęsto lub niewyraźnie piłkowana. Blaszka osiąga od ok. 4 do 13 cm długości i od ok. 3 do 10 cm szerokości. Z wierzchu zwykle szczeciniaste, od spodu przylegająco owłosione. Zielone, ale często też purpurowo nabiegłe i z purpurowoczarnymi plamami.
KwiatyZebrane po dwa (rzadziej cztery) w luźno lub gęsto rozmieszczone okółki w szczytowej części pędu i w gronach wyrastających z kątów górnych liści. Kwiaty szypułkowe, wsparte szerokojajowatymi lub zaokrąglonymi przysadkami. Kielich zrosłodziałkowy, dziesięciożyłkowy, dzwonkowaty, dwuwargowy, w czasie kwitnienia do 3 mm długości, ale w czasie owocowania powiększa się i rozszerza jednostronnie. Górna warga kielicha z trzema lancetowatymi ząbkami, z których środkowy jest najmniejszy, dolna warga z dwoma ząbkami. Korona pięciopłatkowa, zrośnięta u nasady w dzwonkowatą rurkę, nieco tylko dłuższa od kielicha, słabo grzbiecista osiąga do 4 mm długości. Płatki białe do czerwonofioletowych, w dolnej wardze trzy łatki, z których środkowa jest nieco większa, a boczne podobne wielkością do dwóch łatek wargi górnej. Cztery pręciki, z których czasem dwa górne są nieco dłuższe, krótsze od korony. Szyjka słupka krótka, z dwudzielnym znamieniem o równych ramionach.
OwoceCzterodzielne rozłupnie, rozpadające się na cztery kulistawe, gładkie rozłupki o średnicy do 1,5 mm.

## Systematyka
W obrębie rodzaju pachnotka Perilla L., Gen. ed. 6: 578. Jun 1764 w niektórych ujęciach wyróżniano 6–7 gatunków. Współcześnie traktowane są one wszystkie jako jeden zmienny gatunek. W obrębie gatunku potwierdzono wyraźne zróżnicowanie chemotypów.
W obrębie rodziny jasnotowatych Lamiaceae rodzaj zaliczany jest do podrodziny Nepetoideae (Dumort.) Luerss. (1882) i plemienia Elsholtzieae (Burnett) Sanders & Cantino (1984).

## Zastosowanie

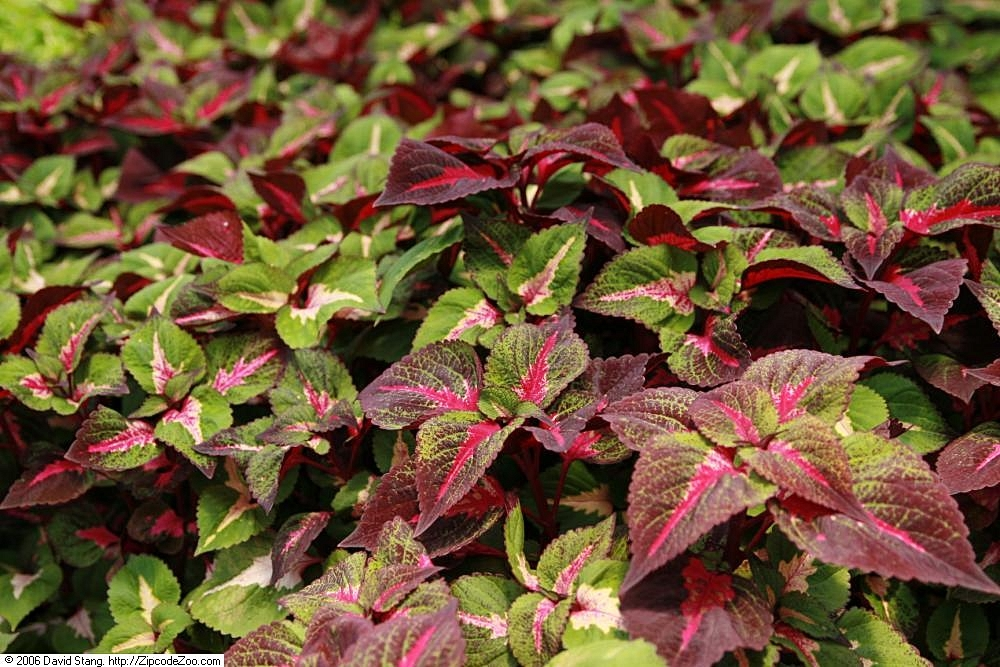
Odmiana 'Magilla'
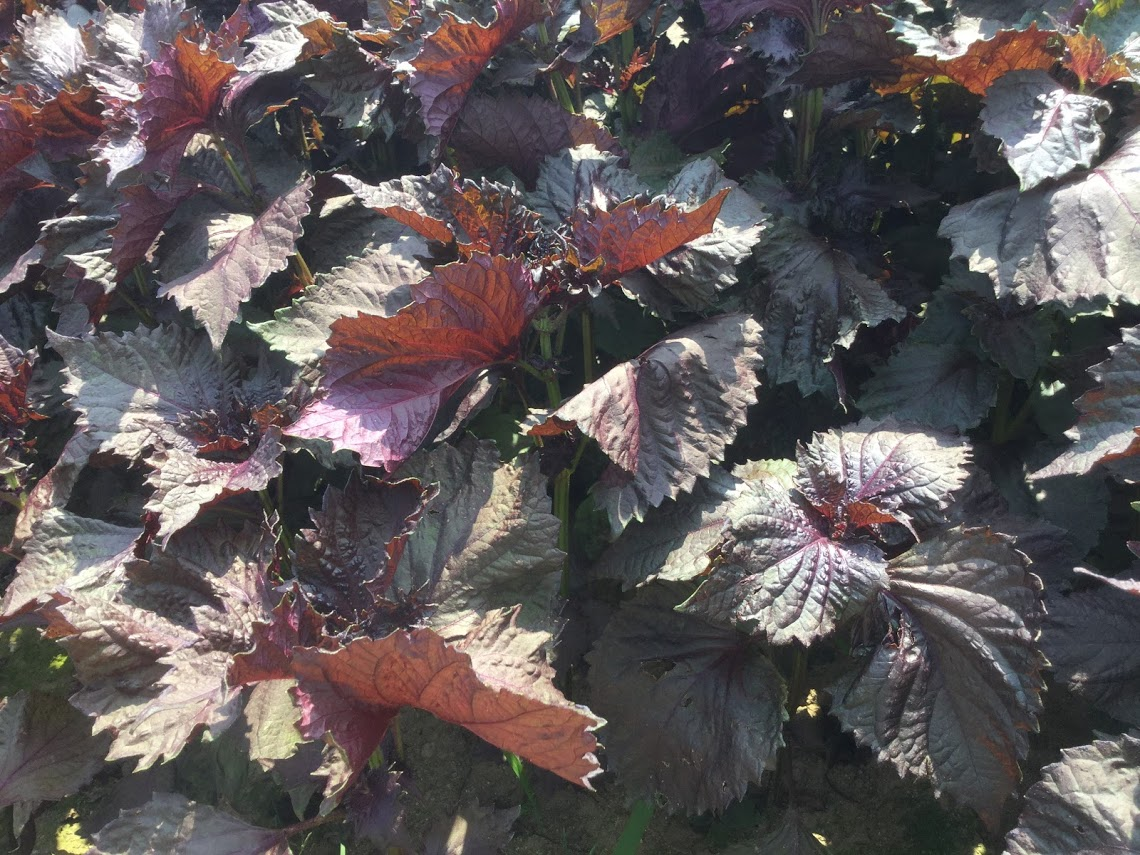
Czerwonolistna odmiana crispa
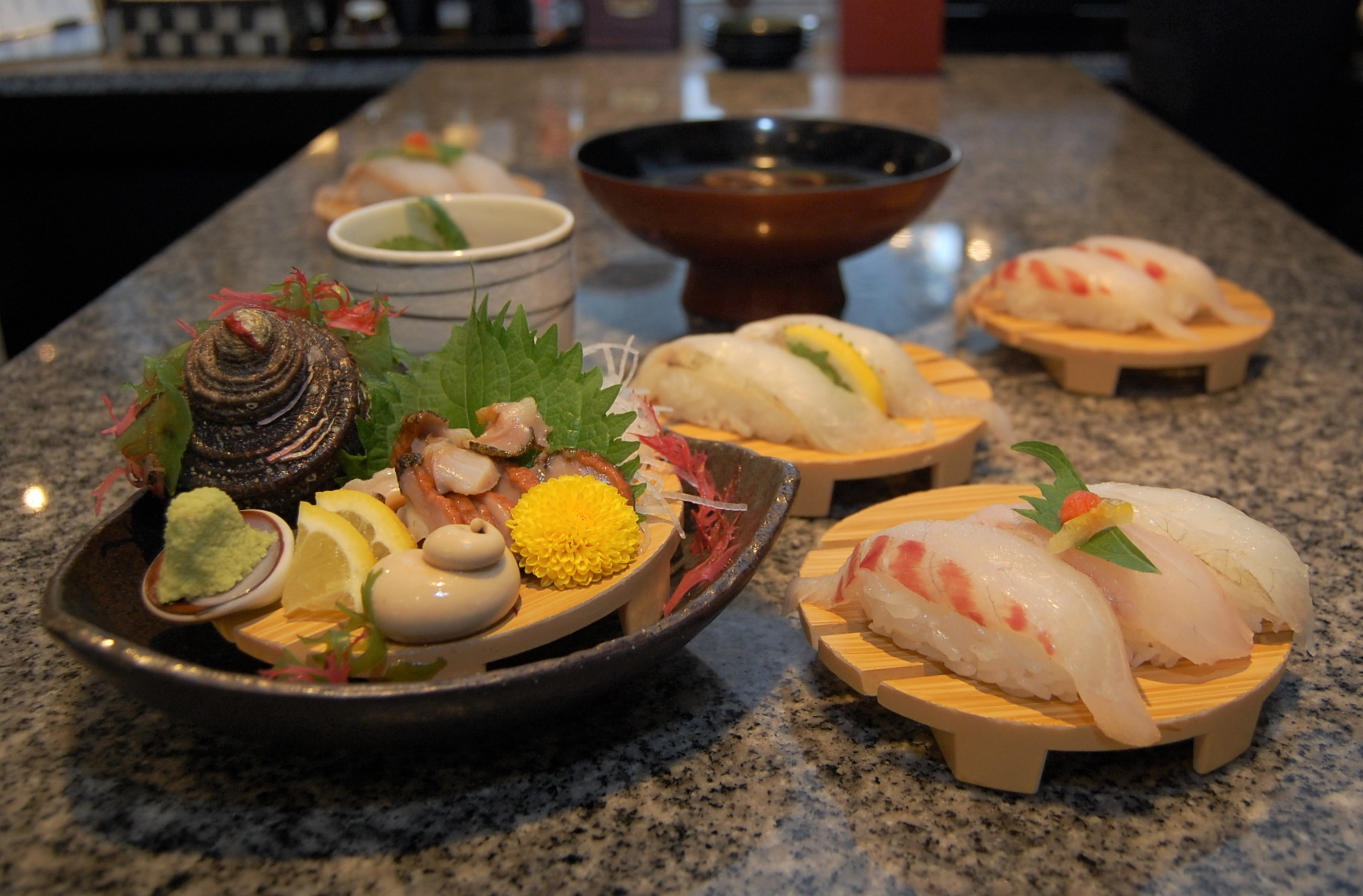
Sushi z liśćmi pachnotki

Owoce zawierają od 25 do 53% oleju. W Azji od dawna pachnotka uprawiana jest jako roślina olejodajna. Jej szybko schnący olej (yegoma) wykorzystywany jest do wyrobu werniksów, chińskiej i japońskiej laki, lakierów, gum i linoleum. Olej ten stosuje się także do wyrobu odzieży wodoodpornej, parasoli, nasącza się nim papier do zapewnienia mu wodoodporności, a także dodaje do farb i atramentów.
Zarówno olej jak i olejek eteryczny wykorzystuje się w lecznictwie, zwłaszcza w medycynie chińskiej. W Japonii antyseptycznie działający olejek dodawany  jest do proszków do mycia zębów.
Wytłoki wykorzystywane są jako pasza.
Pomimo że dziko rosnące rośliny zawierają toksyczne ketony, w Japonii z odmiany P. frutescens var. crispa pozyskuje się z liści barwnik zwany sizo do barwienia potraw. Olejek z tej odmiany stosowany jest do aromatyzowania potraw, zwłaszcza sosów i słodyczy. W Japonii wytwarza się z niego także substancję słodzącą do 8 razy słodszą od sacharyny i do kilku tysięcy razy od sacharozy, wykorzystywaną do słodzenia tytoniu. W Indiach olej wykorzystuje się jako jadalny.
Roślina uprawiana jest także jako ozdobna, zwłaszcza w klombach dywanowych. Uprawia się różne odmiany o barwnych i różnokształtnych liściach, w tym kędzierzawych i purpurowo nabiegłych.

## Uprawa
Roślina rozmnażana z nasion. Ponieważ znosi lekkie przymrozki, młode rośliny mogą być wysadzane do gruntu już wiosną. Wymaga gleb przepuszczalnych i świeżych w miejscach słonecznych i półcienistych. W uprawie o charakterze ozdobnym usuwa się kwiatostany w celu przedłużenia żywotności roślin i dla uniknięcia ich rozsiewania się. Roślina rekomendowana do stref mrozoodporności od 8 do 11.